# Megapitaria maculata
Megapitaria maculata es un molusco bivalvo de la familia Veneridae. Anteriormente se conocía a esta especie bajo el nombre de Macrocallista maculata. El nombre común es almeja pinta o almeja café.

## Clasificación y descripción
La especie de bivalvo marino Megapitaria maculata es de color blanco crema a marrón con algunas manchas intercaladas de color marrón rojizo. El interior de la concha es blanco con un color marrón debajo del umbo. La forma de la concha es subovalada y aplanada. La escultura está formada por finas líneas de crecimiento y con 2 rayos radiales de color más obscuro ubicados en la parte central de la concha. La concha de esta especie alcanza los 64 mm de longitud total.

## Distribución
M. maculata se distribuye de Carolina del Norte a Florida, y de Texas a Brasil. También en Bermudas. En México se distribuye desde Tampico a Yucatán y en Quintana Roo.

## Hábitat
Megapitaria maculata es común en el área costera. Los organismos son recolectados generalmente entre los 11 y los 22 metros, aunque pueden llegar a localizarse hasta los 55 metros de profundidad.

## Estado de conservación
En México, este bivalvo es utilizado como alimento a nivel local y regional y las conchas son usadas en la elaboración de artesanías marinas.
No se encuentra en ninguna categoría de protección, ni en la Lista Roja de la IUCN (International Union for Conservation of Nature) ni en CITES (Convención sobre el Comercio Internacional de Especies Amenazadas de Fauna y Flora Silvestres).